# خرگوشک نواردار چینی
خرگوشک نواردار چینی (نام علمی: Nesolagus sinensis) یک گونه فسیلی از خرگوش نواردار (سردهٔ Nesolagus) از آغاز پلیستوسن میانه "زیاگان گیگانتوپیتکوس" منطقه خودمختار گوانگشی ژوانگ، چین است. اعتقاد بر این است که اجداد اعضای زنده این سرده است و از جنس میوسن Alilepus تکامل یافته است. این نخستین آرایه فسیلی در سردهٔ خود و تنها خرگوش‌سان در جانوران Gigantopithecus است.